# デナリー地区
デナリー地区（英語: Dennery District）は、セントルシアの地区のひとつ。首府はデナリー。

## 隣接行政区画
- ミクッド地区
- カストリーズ地区
- グロス・イスレット地区